# Batalha de Mombaça (1505)
A Batalha de Mombaça de 1505 foi um confronto militar entre as forças portuguesas sob o comando do primeiro vice-rei da Índia Francisco de Almeida e o Sultanato de Mombaça. Os portugueses levaram a cabo um desembarque anfíbio e saquearam a cidade.

## Contexto
Em 1505, o rei D. Manuel I nomeou D. Francisco de Almeida como primeiro vice-rei da Índia. Foi-lhe incumbido, entre outras coisas, estabelecer uma série de fortalezas na costa oriental africana, nomeadamente em Sofala e Quíloa, libertar o comércio português da oposição. Melinde era o principal aliado de Portugal na região desde que Vasco da Gama visitou a cidade e era rival de Mombaça, hostil também aos portugueses. Depois de ter subjugado Quíloa e deixado um forte com guarnição na cidade, a frota de D. Francisco zarpou para Mombaça.

## A batalha
Os portugueses chegaram ao porto da cidade a 13 de Agosto de 1505. Protegia o porto um pequeno forte ou baluarte, e armado com oito canhões, ligado à cidade por uma baixa muralha. O forte abriu fogo contra o primeiro navio português que entrou no porto para sondá-lo, o São Rafael, capitaneado por Gonçalo de Paiva. Depois de ser sido silenciado pelo fogo da frota, a guarnição do forte fugiu para a cidade.
No dia seguinte à tarde, os portugueses subiram o rio até à cidade, de onde foram alvejados com armas de fogo, arcos e pedras, mas submeteram a cidade a um bombardeamento naval. D. Francisco enviou uma mensagem ao sultão mas este respondeu com provocações insolentes. D. Francisco encontrou-se com um espanhol que residia por então em Mombaça, artilheiro de profissão que se tinha convertido ao Islão, e disse aos portugueses que "Mombaça não era como Quíloa: não encontrariam aqui gente com corações que pudessem ser comidos como galinhas, como haviam feito em Quíloa, mas que se estivessem ansiosos por desembarcar, as pessoas estavam prontas para comê-los ao jantar."
Desembarcaram os portugueses no dia seguinte, divididos em dois esquadrões e invadiram a cidade. Apesar da forte resistência e das ruas muito estreitas, os portugueses capturaram a cidade e o sultão fugiu com muitos de seus habitantes para um bosque próximo.

## Consequências
Os portugueses capturaram valioso espólio. Todas as embarcações encontradas no porto foram queimadas. A cidade foi então incendiada. Nesta batalha destacou-se o filho único de D. Francisco de Almeida, D.Lourenço de Almeida. Seria mais tarde neste ano o primeiro português a entrar em contacto com o Ceilão. Os portugueses partiram então de Mombaça para Melinde, cujo sultão ficou muito satisfeito por saber do que sucedera à cidade rival.